# Музей мінералогії та геології в Дрездені
51°07′44″ пн. ш. 13°47′24″ сх. д. / 51.1289° пн. ш. 13.79° сх. д.
Музей мінералогії та геології в Дрездені — це велика колекція геонаукових об'єктів із предметних галузей мінералогії та геології. Належить до Зенкенберзької колекції природознавства Дрездена. Наразі він не має значної виставкової площі. Основна частина колекцій знаходиться в будівлі А. Б. Мейєра в Дрезден-Клоцше. Він є основою для роботи дослідницьких інститутів і відкритий для громадськості лише обмежено.

## Інтернет-ресурси
- Homepage Senckenberg Naturhistorische Sammlungen Dresden
- Museum für Mineralogie und Geologie bei der Senckenberg Gesellschaft für Naturforschung
- Eintrag der Bibliothek im Fabian-Handbuch